# Dragøyna
Dragøyna est une île dans le landskap Sunnhordland du comté de Vestland. Elle appartient administrativement à Lindås.

## Géographie
Rocheuse et couverte d'arbres, elle s'étend sur environ 709 m de longueur pour une largeur approximative de 313 m. 